# Liste der jamaikanischen Botschafter bei der Europäischen Kommission
Die jamaikanische Auslandsvertretung befindet sich in Brüssel.
Der Botschafter in Brüssel ist regelmäßig auch bei den Regierungen in Paris, Luxemburg, Monaco, Den Haag, Lissabon und Madrid akkreditiert.
| Ernennung Akkreditierung | Botschafter              | Bemerkung | Liste der Premierminister von Jamaika | Präsident der Europäischen Kommission | Posten verlassen |
| ------------------------ | ------------------------ | --------- | ------------------------------------- | ------------------------------------- | ---------------- |
| 30. März 1963            | Laurence Lindo           |           | Alexander Bustamante                  | Franco Maria Malfatti                 |                  |
| 23. Juli 1971            | Eric Frank Francis       |           | Donald Sangster                       | François-Xavier Ortoli                |                  |
| 16. Nov. 1976            | Donald Bancroft Rainford |           | Michael Manley                        | François-Xavier Ortoli                |                  |
| 23. Aug. 1980            | Carmen Yvonne Parris     |           | Edward Seaga                          | Roy Jenkins                           |                  |
| 13. Apr. 1987            | Leslie Armon Wilson      |           | Edward Seaga                          | Jacques Delors                        |                  |
| 30. Nov. 1992            | Arthur Thompson          |           | Percival J. Patterson                 | Jacques Delors                        |                  |
| 1994                     | Douglas Saunders         |           | Percival J. Patterson                 | José Manuel Barroso                   |                  |
| 16. Dez. 2002            | Ruby Violet Evadne Coye  |           | Percival J. Patterson                 | José Manuel Barroso                   |                  |
| 29. Mai 2008             | Marcia Gilbert-Roberts   |           | Bruce Golding                         | José Manuel Barroso                   |                  |
| 3. Dez. 2012             | Vilma Kathleen McNish    |           | Portia Simpson Miller                 | José Manuel Barroso                   |                  |